# Mapa ewidencyjna
Mapa ewidencyjna, również jako mapa katastralna – wielkoskalowe, standardowe opracowanie kartograficzne tworzone na podstawie zbiorów danych ewidencji gruntów i budynków zawartych w bazach danych państwowego zasobu geodezyjnego i kartograficznego.

## Treść mapy ewidencyjnej
Treść mapy ewidencyjnej reguluje § 26 rozporządzenia Ministra Rozwoju, Pracy i Technologii z dnia 27 lipca 2021 r. w sprawie ewidencji gruntów i budynków (Dz.U. poz. 1390, ze zm.), zgodnie z którym mapa ewidencyjna obejmuje:
- granice: państwa, jednostek zasadniczego trójstopniowego podziału terytorialnego państwa, jednostek ewidencyjnych, obrębów, działek ewidencyjnych,
- oznaczenia punktów granicznych, z wyróżnieniem punktów, których położenie określone zostało w odpowiednim trybie i z wymaganą dokładnością, a spośród nich – punktów trwale stabilizowanych w terenie,
- kontury użytków gruntowych i ich oznaczenia,
- kontury klas bonitacyjnych, ustalone w wyniku gleboznawczej klasyfikacji gruntów, zwane „konturami klasyfikacyjnymi”, i ich oznaczenia,
- kontury budynków i bloki budynków
- numery działek ewidencyjnych,
- dane opisowo-informacyjne, a w szczególności:
  - nazwy jednostek zasadniczego trójstopniowego podziału terytorialnego państwa,
  - oznaczenia jednostki ewidencyjnej i obrębu,
  - nazwy ulic, placów, uroczysk, cieków, zbiorników wodnych i innych obiektów fizjograficznych,
  - numery dróg publicznych nadane na podstawie przepisów o drogach publicznych,
  - numery porządkowe i ewidencyjne budynków.
  - literowe oznaczenia funkcji budynków rozumianych jako klasa budynków według Polskiej Klasyfikacji Obiektów Budowlanych, zwanej dalej „PKOB”, wprowadzonej rozporządzeniem Rady Ministrów z dnia 30 grudnia 1999 r. w sprawie Polskiej Klasyfikacji Obiektów Budowlanych (PKOB),
  - numery najwyższych kondygnacji budynków naziemnych albo najniższych kondygnacji budynków podziemnych,
  - numery najwyższych kondygnacji bloków budynków nadziemnych lub numery najniższych kondygnacji bloków budynków podziemnych, jeżeli takie bloki zostały wyodrębnione.

Treścią mapy ewidencyjnej mogą być również nazwy zespołów urbanistycznych, przysiółków i niw.
Treścią mapy ewidencyjnej w postaci nieelektronicznej oprócz elementów wyżej wymienionych są:
- oznaczenie punktów przecięcia się linii siatki kilometrowej,
- współrzędne prostokątne płaskie co najmniej dwóch skrajnych punktów,
- opis zawierający:
  - nazwę: „Mapa ewidencyjna”,
  - skalę mapy,
  - numer arkusza ewidencyjnego,
  - nazwę województwa, powiatu i gminy,
  - nazwę jednostki ewidencyjnej i jej identyfikator,
  - nazwę obrębu ewidencyjnego i jego identyfikator lub tylko identyfikator – w przypadku gdy obręb nie ma nazwy,
  - schemat podziału obrębu ewidencyjnego na arkusze ewidencyjne.

W zależności od zurbanizowania terenu i struktury władania gruntami, mapę ewidencyjną sporządza się w skalach: 1:500, 1:1000, 1:2000 lub 1:5000. Do opracowania mapy ewidencyjnej stosuje się standardy techniczne dla mapy zasadniczej.

## Mapa ewidencyjna a mapa katastralna w Polsce
Mapa ewidencyjna wywodzi się od mapy katastralnej, jest jej ewolucją. Do czasu ponownego przekształcenia ewidencji gruntów i budynków w kataster nieruchomości – mapa ewidencyjna stanowi „ekwiwalent” mapy katastralnej.
Zasady tworzenia pierwszych map ewidencyjnych regulował dekret z 1955 r. o ewidencji gruntów i budynków oraz instrukcja z 1956 r. w sprawie zakładania i prowadzenia ewidencji gruntów,...
Zgodnie z ówczesnymi przepisami, w celu zachowania ciągłości i spójności treści, do czasu założenia podstawowych map ewidencyjnych dopuszczono wykorzystywanie innych map sporządzonych zgodnie z obowiązującymi normatywami technicznymi z czasu ich powstania, a w szczególności:
- przepisami technicznymi b. Ministerstwa Robót Publicznych z 1920 r. i 1928 r.,
- instrukcjami technicznymi b. Ministerstwa Rolnictwa i Reform Rolnych z 1930 r. (reforma rolna, scalenia, parcelacje),
- pruskimi instrukcjami katastralnymi II, VIII i IX,
- austriackimi instrukcjami katastralnymi z 1904 r. i 1907 r.,
- instrukcją katastralną II dla pomiarów uzupełniających z 1926 r.,
- innymi przepisami pomiarowymi obowiązującymi na obszarze ziem polskich przed 1920 r. (ukazowe, separacyjne, likwidacji serwitutów itp.),
- powszechnymi przepisami o pomiarach kraju, wydanymi przez Centralny Urząd Geodezji i Kartografii (b. Główny Urząd Pomiarów Kraju),
- resortowymi przepisami pomiarowymi, wydanymi w uzgodnieniu z Centralnym Urzędem Geodezji i Kartografii (regulacje, wymiana gruntów, pomiary lasów państwowych, pomiary państwowych gospodarstw rolnych, pomiary dla realizacji inwestycji itp.).

Przed wejściem w życie dekretu z 1955 r. o ewidencji gruntów i budynków, zamiast ewidencji gruntów i budynków w Polsce funkcjonował kataster gruntowy i budynkowy, regulowany dekretem z 1947 r. o katastrze gruntowym i budynkowym. Zamiast mapy ewidencyjnej funkcjonowała mapa katastralna. Treść mapy katastralnej w Polsce regulowana była instrukcjami katastralnymi.

## Galeria

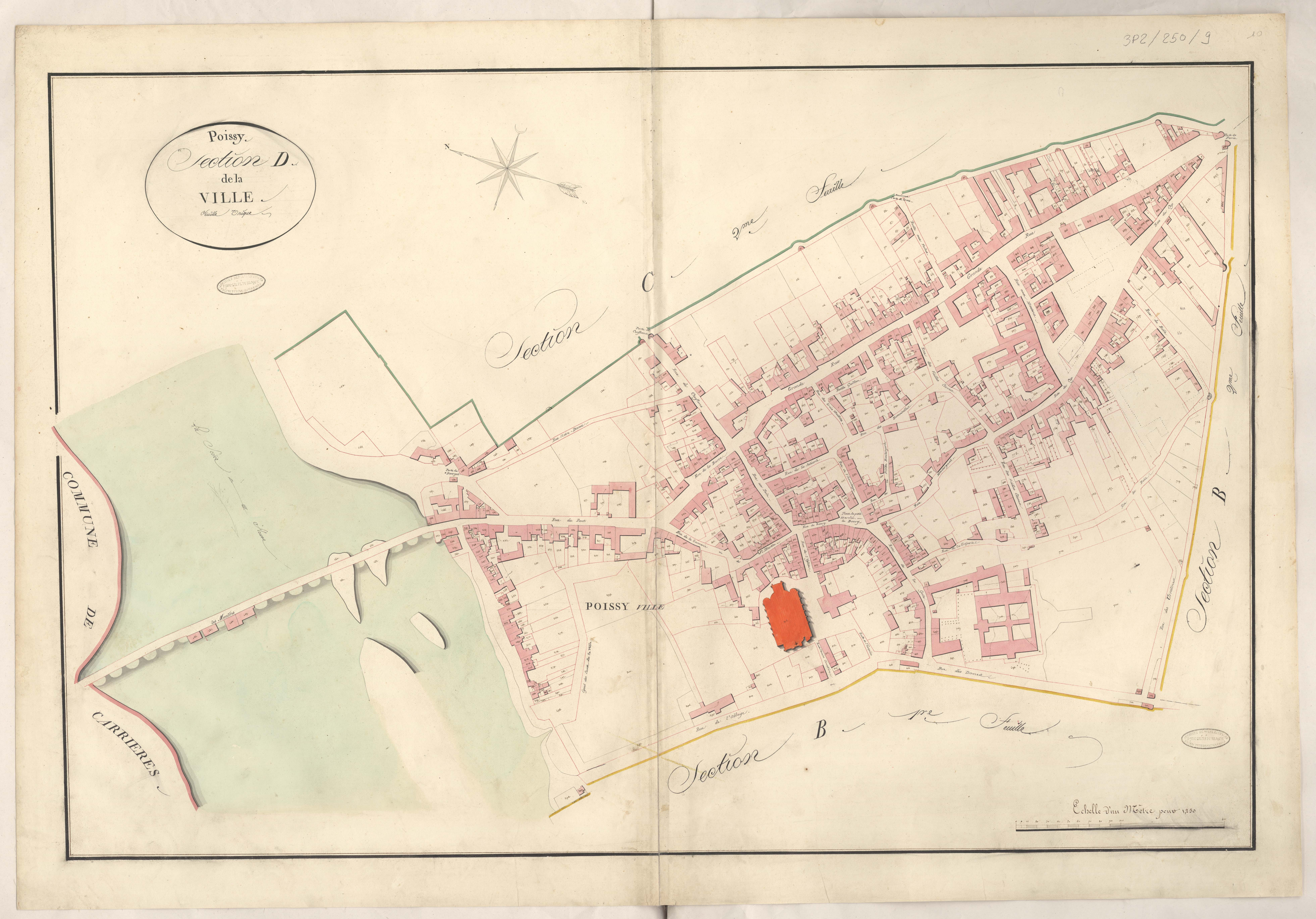
hist. mapa katastralna, Poissy, Francja 1821
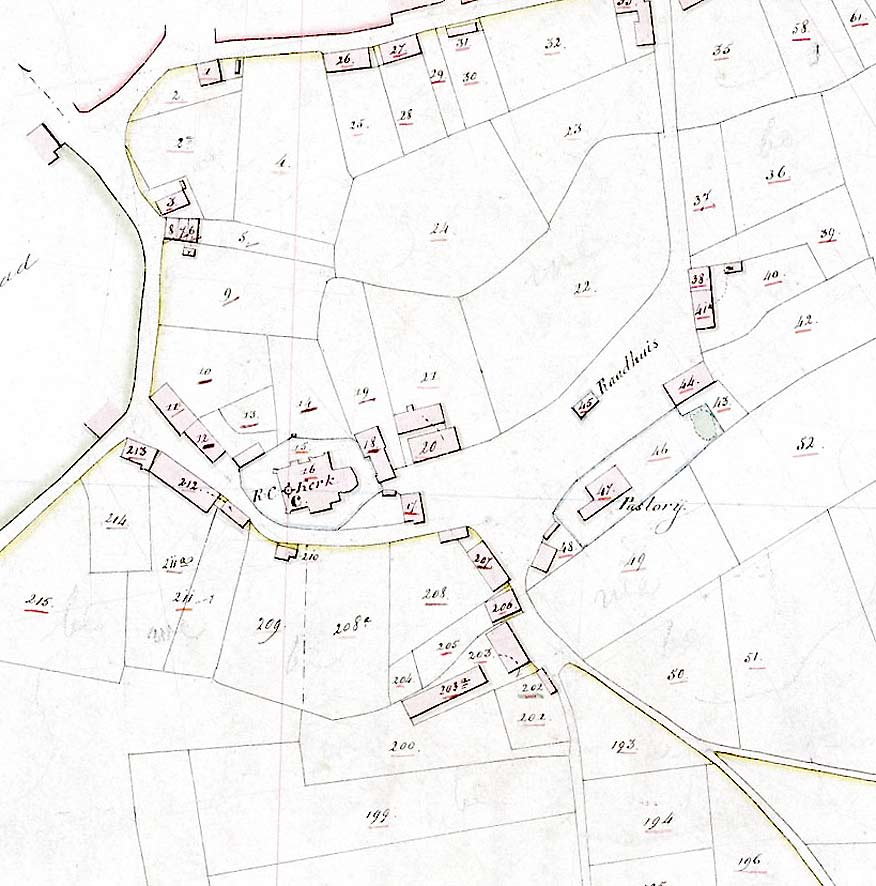
hist. mapa katastralna, Tongelre, Holandia 1932
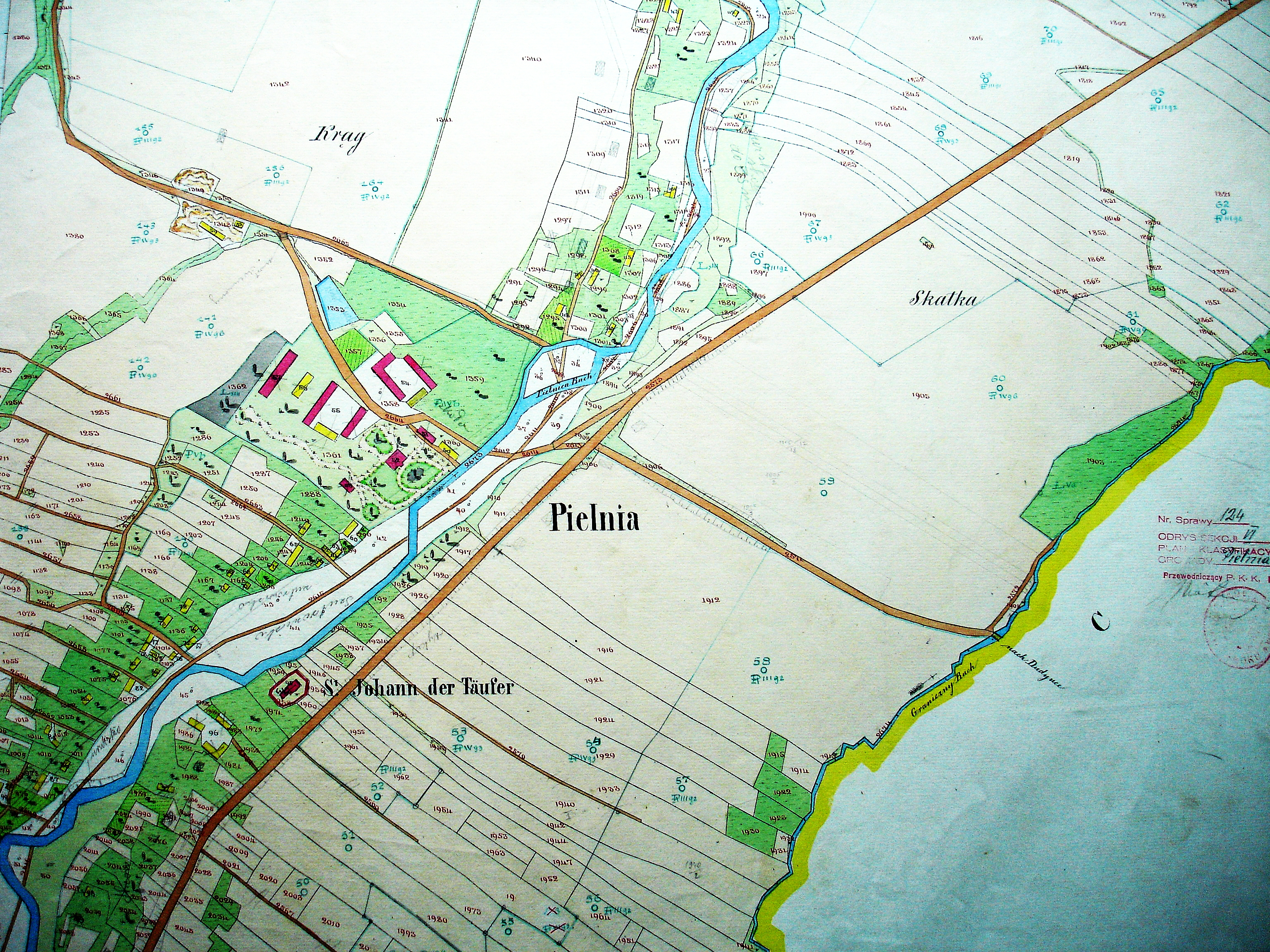
hist. mapa katastralna, Pielnia, Galicja 1852
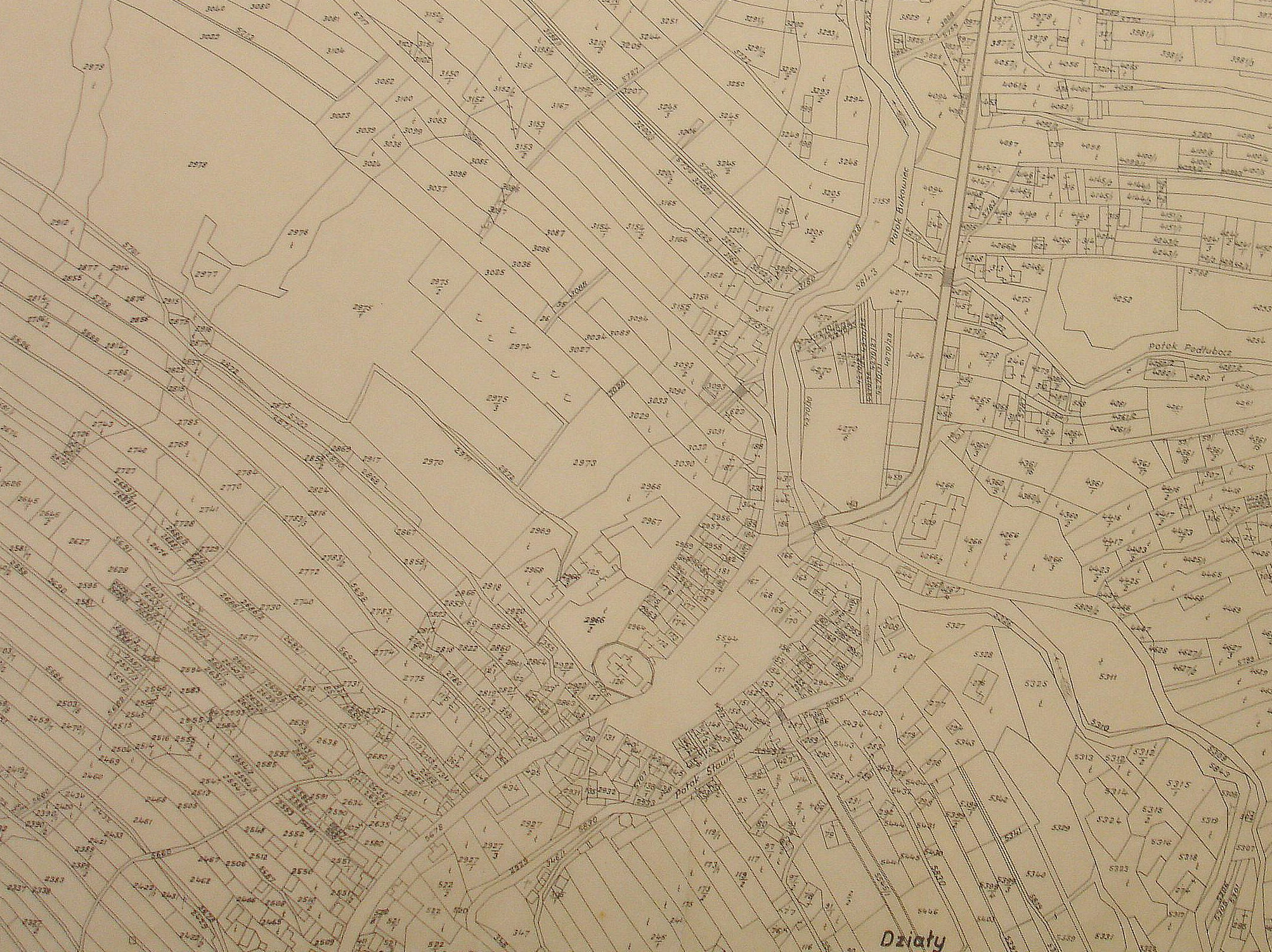
hist. mapa katastralna, Bukowsko, Galicja 1906